# Voyage botanique dans le midi de l'Espagne
Voyage botanique dans le midi de l'Espagne, (abreviado como Voy. Bot. Espagne), é um livro com a descrição de plantas de Espanha que foi escrito pelo botânico suíço Pierre Edmond Boissier e editado em Paris em dois volumes com 22 fascículos entre os anos 1839-1845.